# Wilhelm von der Beck
Wilhelm von der Beck (* 2. März 1855 in Stade; † 17. September 1914 in Züllichau) war ein deutscher Verwaltungsjurist.

## Leben
Von der Beck wurde als Sohn des Konsistorialrats und Landschaftsrats der Bremischen Ritterschaft, Otto von der Beck (1824–1871) und dessen Ehefrau Bertha Blomeyer (1830–1870), in Stade geboren. Er studierte Jura in Heidelberg und Berlin und war in Heidelberg Mitglied des Corps Vandalia. 1878 legte er in Berlin das Referendarexamen ab, 1881 in Stade das Assessorexamen. Seine erste Anstellung erhielt er als Regierungsassessor in Minden. Von 1888 bis 1914 war er Landrat des Kreises Züllichau. Ihm wurde der Titel Geheimer Regierungsrat verliehen.
Er heiratete am 16. Juni 1889 Olinka Karoline Amalie von Zimmermann (* 19. Februar 1861). Die Ehe war kinderlos.